# Березовий гай (станція метро)
55°02′36″ пн. ш. 82°57′11″ сх. д. / 55.04333° пн. ш. 82.95306° сх. д.
«Березовий гай» (рос. Берёзовая роща) — станція Дзержинської лінії Новосибірського метрополітену. Розташована між станціями «Маршала Покришкіна» і «Золота Нива».
Територіально станція знаходиться в Дзержинському районі Новосибірська. Поблизу від «Березового гаю» проходять межі Дзержинського з двома іншими районами міста — Центральним і Жовтневим .
Станція входила до складу другої черги метрополітену. Початковий пуск було заплановано на 1993 — до сторіччя Новосибірська. Проте, у зв'язку із змінами в країні, економічною кризою і припиненням фінансування метро, станція була відкрита лише 25 червня 2005 .
Після пуску стала четвертою на Дзержинській лінії та дванадцятою в мережі Новосибірського метрополітену. До відкриття «Золотої Ниви» станція була кінцевою.

## Технічна характеристика
Конструкція станції — односклепінна мілкого закладення, (глибина закладення — 10 м).

## Вестибюлі
На станції два вестибюля (західний і східний), розташовані в торцях станції. Вестибюлі пов'язані з платформою сходовими маршами. До червня 2013 функціонував тільки східний вестибюль, що має два виходи на обидва боки вулиці Кошурнікова, парну й непарну. На відміну від більшості інших станцій, підземний перехід об'єднаний з касовим залом. Для оздоблення переходів було використано глазуровану плитку. Вхідні павільйони виконані в нетрадиційній архітектурній формі.

## Оздоблення
Оздоблення станції витримано в сіро-коричневих відтінках. Колійні стіни оздоблені керамогранітом замість традиційного мармуру, а станційне склепіння обшитий алюмінієвими панелями. В оздобленні інтер'єру станції використані матеріали з нержавіючої сталі і полірованого граніту, а також матеріали з використанням полімерного покриття.

## Колійний розвиток та перспективи
Перед станцією розташований протишерсних з'їзд для обороту поїздів. На станції передбачена пересадка на майбутню Першотравневу лінію, для цього під платформою передбачений спуск в перехід, а в камері з'їздів є задєл під СЗГ.

## Ресурси Інтернету
- Станція «Березовий гай» - Офіційний сайт Новосибірського метрополітену [Архівовано 2 травня 2014 у Wayback Machine.]
- Фотографії та опис станції на сайті "Світ метро" [Архівовано 30 квітня 2014 у Wayback Machine.]
- «Березовий гай» на сайті metroworld.ruz.net [Архівовано 21 лютого 2014 у Wayback Machine.]
- Схема ведення робіт на споруджуваній ділянці станом на січень 2004 [Архівовано 24 березня 2016 у Wayback Machine.]
- Опис конструкції станції «Березовий гай» і тунелів на сайті генпідрядника, ВАТ «БТС» [Архівовано 2 листопада 2014 у Wayback Machine.]
- У Новосибірську на станції метро Березовий гай відкрили новий вестибюль - РІА «Новости» [Архівовано 2 травня 2014 у Wayback Machine.]

У Новосибірську на станції метро Березовий гай відкрили новий вестибюль - РІА «Новости»